# ناديجدا كوجيلنايا
ناديجدا كوجيلنايا (بالروسية: Надежда Кужельная)‏ (من مواليد 6 نوفمبر 1962) وهي رائدة فضاء روسية. كان من المقرر لها أن تطير على متن المركبة سويوز TM-32 ، ولكن تم استبدالها من أجل سائح الفضاء الأمريكي دينيس تيتو. تقاعدت في وقت لاحق من الخدمة في عام 2004 ، لتصبح طيارا تجاريا مع الناقل الروسي إيروفلوت.

## حياتها
ولدت ناديجدا كوجيلنايا في 6 نوفمبر 1962 في أليكسييفسكويي (تاتارستان)، روسيا. عندما كانت طفلة، كانت تستمتع بأفلام الخيال العلمي والكتب في الفضاء. انضمت إلى نادي الطيران كهواية لها في عام 1981. كانت تتطلع إلى أن تصبح مهندسة معمارية، وتخرجت من معهد دنيبروبيتروفسك للهندسة والبناء في عام 1984. ومع ذلك التحقت في معهد موسكو للطيران. وبعد تخرجها في عام 1988 ، بدأت العمل كمهندسة في شركة "RKK Energia"، لتصمم معدات للرحلات الفضائية.

## عملها
شاركت ناديجدا في 1994 لتصبح رائدة فضاء وتم قبولها في البرنامج التدريبي لمدة عامين. درست في مركز يوري جاجارين لتدريب رواد الفضاء. كانت واحدة من اثنين من المدنيين الذين تم تجنيدهم ، إلى جانب ميخائيل تيورين، الذين عملوا أيضًا في شركة RKK Energia. وخلال التدريب، تزوجت ناديجدا من مدرب الطيران فلاديمير موروزوف. وعندما أصبح لديها ابنه قامت ناديجدا بتأجيل تدريبها لفترة من الوقت ولكنها عادت بسرعة بينما كان زوجها يعتني بطفلهما. تدربت ناديجدا كمهندسة طيران وسيكون دورها التحليق بالمركبة الفضائية سويوز للالتحام بمحطة الفضاء الدولية.
وقد تم تعيينها لشركة Soyuz TM-32 ، التي كان من المقرر لها أن تطير إلى المحطة الفضائية في عام 2001. ومع ذلك، تم استبدالها من من أجل سائح الفضاء الأمريكي دينيس تيتو. في وقت لاحق عملت ناديجدا احتياطية لرائدة الفضاء الفرنسية كلودي هاينيري في وقت لاحق من ذلك العام. وبين عامي 1999 و 2004 ، أصبحت ناديجدا رائدة فضاء. كانت احتياطية مرة أخرى في عام 2001 ، لرائد الفضاء الإيطالي روبرتو فيتوري خلال بعثة سويوز TM-34. وفي مايو 2004 ، بعد إعلان أن رائدات الفضاء الإناث لن يكونوا طيارين لعدة سنوات، تقاعدت من الخدمة لتصبح طيارة تجارية للناقلة الروسية إيروفلوت. اعتبارا من عام 2007 ، كانت ناديجدا واحدة من اثنين من الطيارين الإناث الذين طاروا ب توبوليف تي يو 134.

## وصلات خارجية
- Nadezhda Kuzhelnaya's profile at www.astronaut.ru